# Святая гора (фильм)
«Святая гора» (исп. La montaña sagrada) — кинофильм 1973 года режиссёра Алехандро Ходоровски, сюрреалистическая фантастика с элементами психоделики.

## Сюжет
Главный герой, Христос, просыпается на окраине неизвестного города. Христос символизирует карту Таро — Дурак (или Шут) — персонаж, который символизирует постоянный поиск нового опыта. Он оказывается в совершенно новом и незнакомом мире и исследует его, совершает череду познаний и духовных исканий, изначально знакомясь с новым другом — безруким и безногим карликом. Он вспрыгивает ему на спину, и Дурак несёт его с собой в город.
В городе собраны все пороки XX века, тоталитаризм, преклонения людей и их покорность; солдаты маршируют в противогазах с тушами ягнят на крестах, из ран людей вылетают птицы, показывают театрализованное представление, где жабы в образах крестоносцев и монахов под нацистские марши завоёвывают Южную Америку с ящерицами в виде индейцев, и многое другое подобного рода; а туристы спокойно фотографируют это из автобуса, и штампуемые на продажу этим туристам статуэтки Христа с ёмкой вывеской «Иисус на продажу». Христа спасают римские легионеры и фарисей и делают с него слепок, штампуя новые копии распятий по его подобию.
Разочаровавшись в христианстве, Дурак съедает лицо своего слепка-распятия и отправляет фигуру на воздушных шариках в полёт. Продолжая духовные искания, Христос оказывается на загадочной башне, где неудачно пытается убить Алхимика, который, однако, оказывается гуру и знакомит Дурака с такими же ворами, как и он сам — с семерыми сильными мира сего, и символизирующих 7 планет Солнечной Системы — чтобы они вместе совершили восхождение к некоей Святой горе, на которой несколько тысячелетий живут 9 мудрецов, чтобы свергнуть их и познать секрет бессмертия. Жизнь и сфера деятельности каждого персонажа показывает негативные стороны общества, обличает людские пороки и все худшие тенденции человеческой цивилизации, порой доходя до сатиры и гротеска. Обряд очищения начинается с сжигании собственных статуй и сжигания всех личных денег, затем после долгих медитаций и работы над собой под руководством Алхимика они начинают свой путь на Святую гору.
Фильм отличает обилие сюрреалистично-психоделических образов, аллюзий, антиутопичность.

## В ролях
- Алехандро Ходоровски — алхимик
- Орасио Салинас — вор
- Рамона Сандерс — женщина с картины
- Хуан Феррара — Фон
- Адриана Пейдж — Исла

## Технические характеристики
Фильм цветной, звук моно, снят на киноплёнку 35 мм, соотношение сторон равно 2,35:1.

## Создание фильма
Фильм был создан на деньги Джона Леннона, который выделил 1 000 000 долларов (впоследствии урезано до 750 000 долларов) на съёмки, вдохновившись предыдущей работой режиссёра — фильмом «Крот».
Во время съёмочного процесса Ходоровски заставлял актёров спать по 4 часа в сутки и заниматься медитацией. Также все актёры во время съёмок употребляли ЛСД и галлюциногенные грибы.
Из-за разногласия с продюсером Алленом Клейном фильм некоторое время не имел доступа к массовому зрителю.